# Translação da Terra
A translação da Terra é o movimento que a Terra realiza ao redor do Sol a uma distância aproximada de 1 unidade astronômica, ou 149 597 870 700 metros. Uma translação completa ao redor do Sol leva 1 ano sideral ou 365,256363 dias solares a uma velocidade orbital média de 29,78 km/s. Durante o periélio, a Terra fica a cerca de 147 milhões de quilômetros, e durante o afélio, a cerca de 152,1 milhões de quilômetros do Sol. A trajetória realizada pela Terra durante a translação descreve uma órbita elíptica de excentricidade 0,0167 e semieixo maior com 149,6 milhões de quilômetros.
Este movimento é o referencial para a divisão do tempo e, é através das diferentes posições que a Terra ocupa em relação ao Sol que resultam as estações do ano.

Diagrama mostra o movimento retrógrado de Marte para um observador na Terra

## História
A primeira teoria com prestígio universal a propor o Sol como centro do sistema solar é o heliocentrismo, proposto por Nicolau Copérnico na sua publicação De revolutionibus orbium coelestium de 1543. A teoria heliocêntrica tomou o lugar do modelo geocêntrico proposto  por volta do ano 150 por Ptolomeu; que por mais de milênio vigorou soberano no intuito de explicar o movimento retrógrado dos planetas observados da Terra, entre outros por ter sido incorporado aos dogmas e defendido pela Igreja Católica. O modelo heliocêntrico, que passou a vigorar já na geração seguinte à Galileu e seu julgamento, resolve esta questão de forma mais simples e fisicamente mais realista - sem considerar os epiciclos e deferentes do modelo ultrapassado - argumentando que o movimento complexo dos demais planetas quando observados da Terra é apenas aparente aos observadores e não resultante das órbitas dos planetas em si.

## Estações do ano

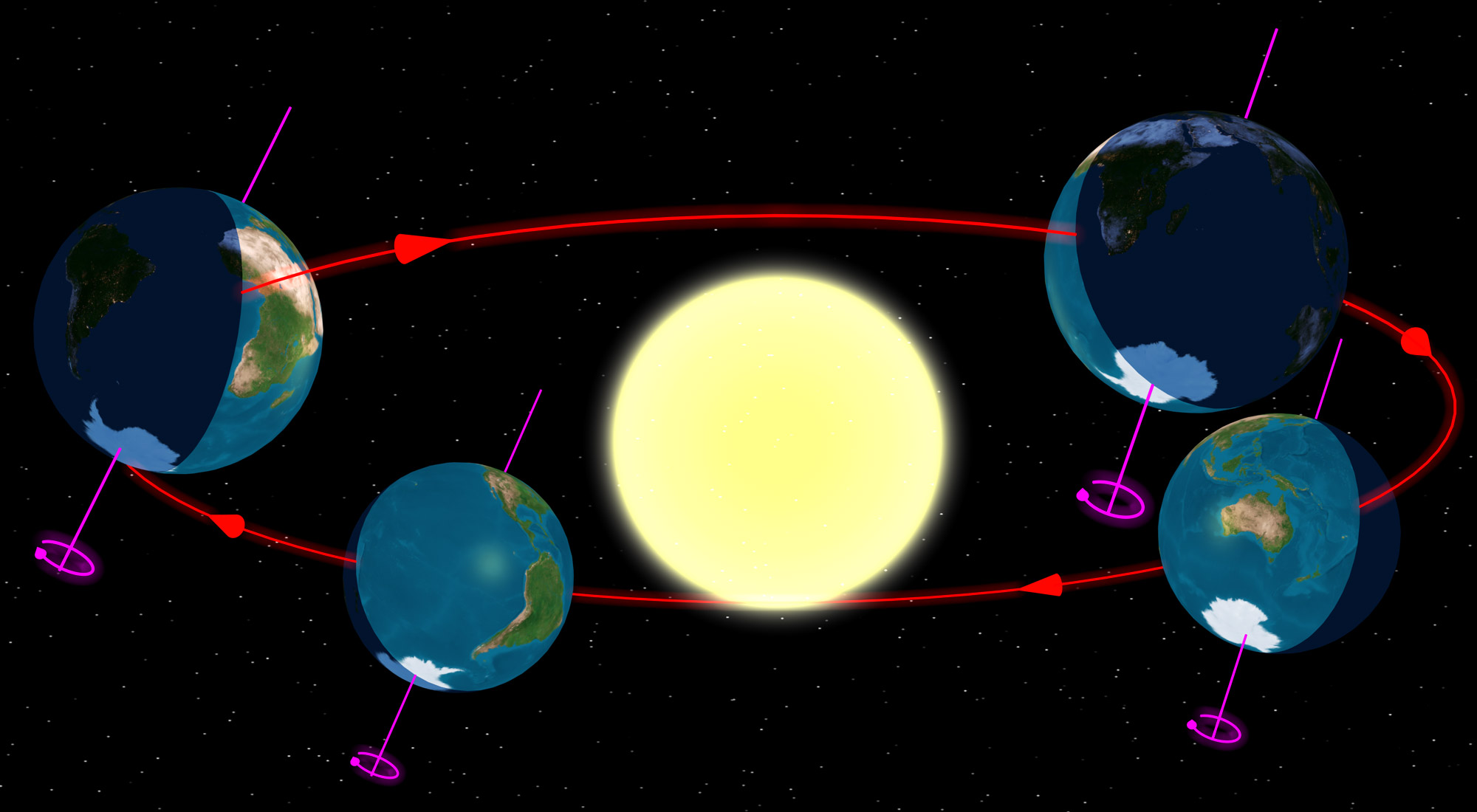
Diagrama das estações vistas de um observador olhando a partir do sul geográfico. Na extrema esquerda está ocorrendo o solstício de junho

O movimento de translação associado a inclinação do eixo de rotação da Terra leva a ocorrência das estações do ano. Um observador sobre a superfície da Terra nota que ao longo do ano a trajetória do Sol no céu varia, proporcionando dias mais longos com clima mais quente no verão ou dias mais curtos com clima mais ameno no inverno.
As regiões próximas ao equador possuem dias de duração mais uniforme ao longo do ano com doze horas de dia e doze horas de noite. Na região tropical delimitada pelo Trópico de Capricórnio e pelo Trópico de Câncer o Sol passa pelo zênite duas vezes ao ano, exceto sobre os próprios trópicos em que há apenas uma passagem.
O fenômeno das estações torna-se mais acentuado na medida em que nos aproximamos das regiões polares. Nas regiões temperadas mais ao norte do trópico de Câncer e mais ao sul do trópico de Capricórnio o Sol nunca atinge o zênite em qualquer época do ano. Nas regiões mais ao norte do Círculo Polar Ártico e mais ao sul do Círculo Polar Antártico o Sol está sempre acima do horizonte durante o verão e sempre abaixo do horizonte no inverno.

## Duração do ano
A duração do ano para o calendário gregoriano não é baseada no tempo de translação mas sim no ano trópico, medido de solstício a solstício. Devido a precessão dos equinócios o ano trópico é um pouco mais curto que o ano sideral.

## Periélio e afélio
Como a órbita que a Terra descreve em seu movimento de translação tem formato de elipse há momentos de maior aproximação e maior afastamento do Sol. Apesar de a distância em relação ao Sol variar, os efeitos físicos sobre nossos corpos acabam passando despercebidos, por não provocarem mudanças neles, ao contrário do que acontece quando das estações do ano. Os momentos de maior aproximação e maior afastamento variam de acordo com a posição do baricentro do sistema Terra - Lua. A tabela a seguir descreve a data dos próximos periélios e afélios.
| Ano  | Periélio     | Afélio     |
| ---- | ------------ | ---------- |
| 2012 | 5 de janeiro | 5 de julho |
| 2013 | 2 de janeiro | 5 de julho |
| 2014 | 4 de janeiro | 4 de julho |
| 2015 | 4 de janeiro | 6 de julho |
| 2016 | 2 de janeiro | 4 de julho |
| 2017 | 4 de janeiro | 3 de julho |
| 2018 | 3 de janeiro | 6 de julho |

## Futuro
Matemáticos e astrônomos (como Laplace, Lagrange, Gauss, Poincaré, Kolmogorov, Vladimir Arnold, e Jürgen Moser) procuraram evidências da estabilidade dos movimentos planetários, e essa busca levou a muitos desenvolvimentos matemáticos e várias "provas" sucessivas de estabilidade para o Sistema Solar.  Pela maioria das previsões, a órbita da Terra será relativamente estável por longos períodos. 

Em 1989, o trabalho de Jacques Laskar indicou que a órbita da Terra (assim como as órbitas de todos os planetas internos) pode se tornar caótica e que um erro tão pequeno quanto 15 metros na medição da posição inicial da Terra hoje tornaria impossível prever onde a Terra estaria em sua órbita em pouco mais de 100 milhões de anos. Modelar o Sistema Solar é um assunto abordado pelo problema dos n-corpos.